# Bradwell Juxta Coggeshall
Pour les articles homonymes, voir Bradwell.
Bradwell Juxta Coggeshall est une paroisse et un village de l'Essex, en Angleterre.

## Géographie
Ce village est situé sur la Blackwater, à environ 5 km à l'est de
Braintree et à 19 km au nord-nord-est de Chelmsford, chef-lieu du comté. Le village se trouve dans le district de Braintree. La paroisse fait partie de la communauté de la Blackwater.

## Toponymie
Le nom peut être confondu avec celui de Bradwell-on-Sea, aussi dans l'Essex, qui est souvent abrégé en simplement Bradwell. L'origine du nom vient de l'anglais ancien « broad well » (grand puits). À quelques mètres au nord du manoir moderne de Bradwell qui sert de mairie, près de l'église de la Holy Trinity, se trouve encore une source. Au Moyen Âge, cette source a actionné un moulin à aubes. Des vestiges de ce moulin sont encore visibles sur le site.
Bradwell Juxta Coggeshall, de son nom complet, est un village dispersé. Rien ne prouve que le village ait été un jour groupé autour de l'église. Le village moderne, sur l'A120, entre Braintree et Coggeshall, est l'ancien hameau de Blackwater (aussi appelé autrefois Blackwater Green) dont ce fut le nom jusqu'au XXe siècle.

## Histoire
Le lieu a été occupé depuis le Mésolithique. Des preuves d'installations de l'Âge du bronze et de l'Âge du fer ont été relevées
Des poteries et des pièces datant de l'occupation romaine sont régulièrement trouvées.
Un document saxon ancien mentionne l'état de « Glazenwood in Bradwell » vers 1140. C'est évident, son passé est lié à celui de Kelvedon, tout proche.